# Græsningsfødekæde
Græsningsfødekæder er fødekæder, der begynder hos planterne. Derefter går de via planteæderne til rovdyrene. Eventuelt kan de fortsætte i endnu et led, nemlig rovdyr, som æder rovdyr. Når rovdyrene dør, så nedbrydes det, hvilket giver næring til planterne.

## Eksempler på græsningsfødekæder
- Planter → Planteædere → Rovdyr → Rovdyr af 2. orden → Planter
- Sukkerroe → Bedelus → Svirrefluelarve → Løvsanger
- Plænegræs → Stankelbenlarve → Stær → Duehøg
- Vorte-Birk → Birke-Bladhveps (larve) → Snyltehveps → Guldsmed
- Draphavre → Rådyr → Ræv